# Melody A.M.
Melody A.M. es el álbum debut del dúo electrónico noruego Röyksopp lanzado el 3 de septiembre de 2001 por Wall of Sound Records. El disco explora en varios géneros como el downtempo, el trip hop, el chillout y el house.
El trabajo recibió generalmente críticas positivas y fue un éxito comercial moderado. Para el 2005 el álbum había vendido 750.000 copias alrededor del mundo y solo en el Reino Unido 454.271 copias.
Fue incluido en la lista de los 1001 Álbumes que hay que oír antes de morir, y en los 500 mejores álbumes de todos los tiempos de la revista británica NME.